# John Scott Haldane
John Scott Haldane (3 de maig de 1860-15 de març de 1936) va ser un filòsof i biòleg britànic.

## Obra
John Scott Haldane es va oposar al mecanicisme i va defensar la irreductibilitat dels fenòmens teleològics (adaptació i regulació fisiològica) que apareixen al món viu. D'inspiració neohegeliana, Haldane defensa que en els sistemes vius les parts estan determinades tant en la seva acció recíproca com en si mateixes:
Les recerques fisiològiques de J. S. Haldane es van orientar a desenvolupar el principi de Claude Bernard pel qual l'organisme tendeix a mantenir constant la composició del seu "mitjà intern". En els seus estudis entorn de la respiració, Haldane va distingir els processos de coordinació fisiològica que tendeixin a mantenir constant la concentració del grau d'alcalinitat a la sang. També va ser el 1908 el precursor de les primeres taules de busseig amb aire comprimit, en les quals es descriu el procés d'absorció del nitrogen per l'organisme en respirar-lo a altes pressions, avui dia aquestes taules resulten imprescindibles per evitar que els bussos sofreixin la síndrome de descompressió o malaltia descompressiva.
L'any 1934 li fou concedida la medalla Copley.

## Llegat
El principal hereu de la concepció filosòfic-científica de J. S. Haldane va ser el psiquiatre alemany Adolf Meyer-Abich.